# ラザフォード後方散乱分光

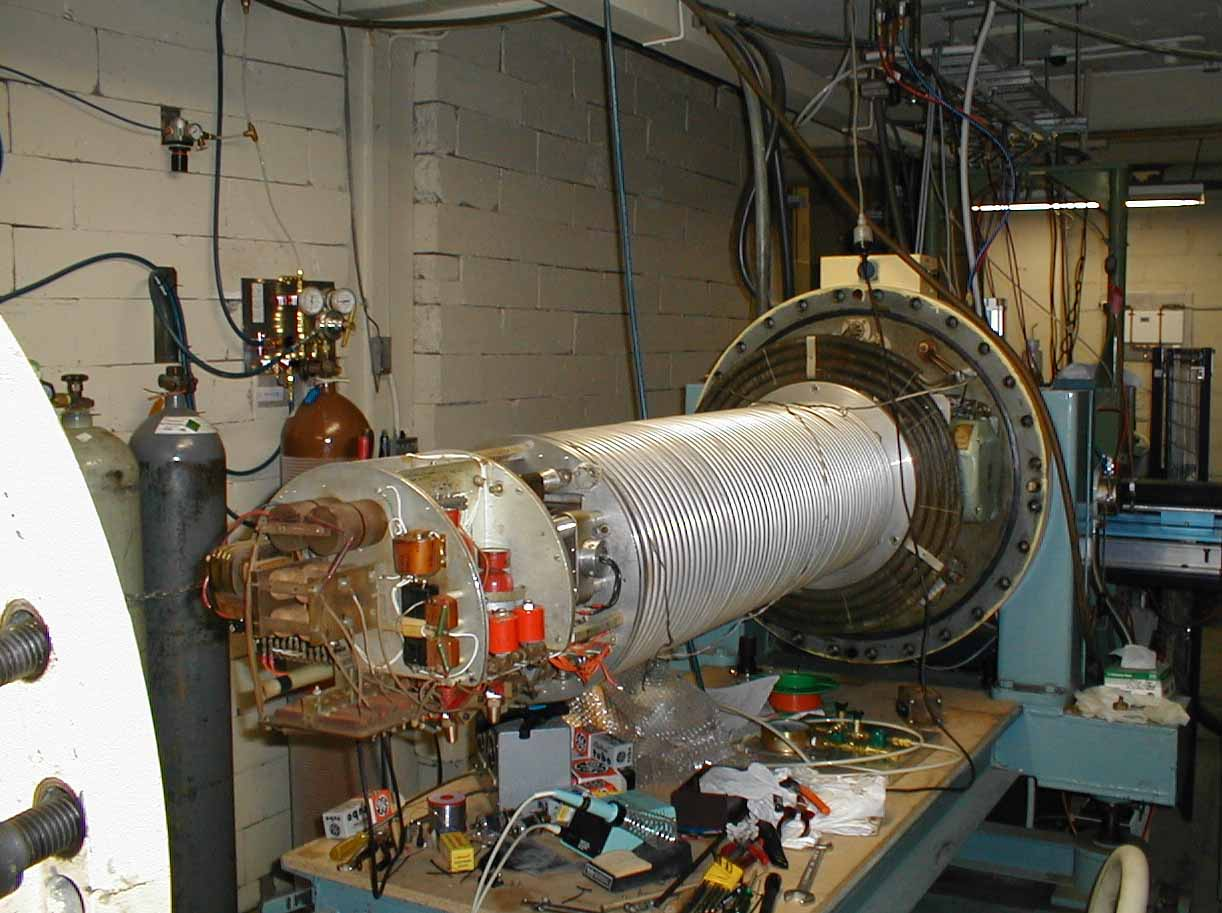
メンテナンスのため開放されたシングルステージ2 MeV ヴァンデグラフ線形加速器

ラザフォード後方散乱分光（ラザフォードこうほうさんらんぶんこう、英語: Rutherford backscattering spectrometry、RBS)とは、物質に高速のイオンを照射し、後方散乱したイオンのエネルギーと個数を測定することで元素分析をする表面分析手法。

## 原理
物質に高速イオンが入射すると、大半は電子との非弾性散乱によりエネルギーを失うが、ごく一部では原子核どうしのクーロン反発（ラザフォード散乱）による弾性散乱が起こる。このとき多重散乱はほとんど起こらず、散乱確率はラザフォードの散乱公式で表される。
入射イオンとしては２MeV程度の軽いヘリウムイオン（アルファ線）が用いられる。

## 装置
イオン源から放出されたヘリウムイオン（アルファ線）は、イオン加速器でエネルギーやイオン電流量が調節される。その後イオンビームをコリメーターによって平行にする。
検出器には半導体検出器が用いられる。

## 特徴
- 非破壊分析である。
- 高真空を必要としない。
- 軽元素の感度が低い。
- 深さ方向の分析が可能。
- 測定が短時間。
- 原子核の散乱を扱うため、化学状態の影響を受けない。
- 組成分析に標準試料が必要ない。